# Championnat d'Afrique du Nord des nations des moins de 23 ans 2010
Navigation
Édition précédente Édition suivante
Le Championnat d'Afrique du Nord des nations des moins de 23 ans 2010 était la troisième édition du Tournoi UNAF U-23. Elle s'est tenue au Maroc, où elle a commencé le 13 décembre et s'est terminée le 18 décembre.
L'Algérie a remporté le tournoi après avoir battu les trois équipes et terminé la phase de groupes avec 9 points. Le Maroc a terminé à la deuxième place avec 6 points, 2 victoires et une défaite.

## Équipes participantes
- Algérie
- Maroc
- Libye
- Cameroun (invitée)

## Compétition
| Rang | Équipe   | Pts | J | G | N | P | Bp | Bc | Diff |  | Résultats (▼ dom., ► ext.) |  |     |     |     |
| ---- | -------- | --- | - | - | - | - | -- | -- | ---- |  | -------------------------- |  | --- | --- | --- |
| 1    | Algérie  | 9   | 3 | 3 | 0 | 0 | 12 | 1  | +11  |  | Algérie                    |  | 2-0 | 6-1 | 4-0 |
| 2    | Maroc    | 6   | 3 | 2 | 0 | 1 | 6  | 3  | +3   |  | Maroc                      |  |     | 2-1 | 4-0 |
| 3    | Cameroun | 1   | 3 | 0 | 1 | 0 | 2  | 6  | -4   |  | Cameroun                   |  |     |     | 0-0 |
| 4    | Libye    | 1   | 3 | 0 | 1 | 0 | 0  | 8  | -8   |  | Libye                      |  |     |     |     |

### Détaille des matchs
| 13 décembre 2010 | Algérie                                                                       | 6 - 1   | Cameroun          | Stade El Abdi, El Jadida |  |
| 18 h 00          | 34e (pen.) Belkalem · 47e 55e Mesfar · 78e Benaldjia · 82e Ziti · 84e Touahri | (1 - 0) | Belaïli 54e (csc) |                          |  |
| 18 h 00          | Report                                                                        |         |                   |                          |  |

| 13 décembre 2010 | Maroc                                                        | 4 - 0   | Libye | Stade El Abdi, El Jadida |  |
| 20 h 00          | 7e (pen.) Lakhal · 17e Bamaâmar · 49e Hamdallah · 51e Hadraf | (2 - 0) |       |                          |  |
| 20 h 00          | Report                                                       |         |       |                          |  |

| 15 décembre 2010 | Libye | 0 - 0   | Cameroun | Stade Mohamed V, Casablanca |  |
| 18 h 00          |       | (0 - 0) |          |                             |  |

| 15 décembre 2010 | Maroc  | 0 - 2   | Algérie                      | Stade Mohamed V, Casablanca |  |
| 20 h 00          |        | (0 - 1) | Ali Guechi 1re · Sayah 90+4e |                             |  |
| 20 h 00          | Report |         |                              |                             |  |

| 18 décembre 2010 | Maroc                               | 2 - 1   | Cameroun            | Stade El Bachir, Mohammédia |  |
| 12 h 30          | 36e (csc) Nanguelle · 86e Hamdallah | (1 - 0) | Bissai 90+5e (pen.) |                             |  |

| 18 décembre 2010 | Algérie                                                | 4 - 0   | Libye | Stade El Bachir, Mohammédia |  |
| 14 h 30          | 12e Bedbouda · 52e Boulaïnseur · 80e Mesfar · 85e Ziti | (1 - 0) |       |                             |  |
| 14 h 30          | Report                                                 |         |       |                             |  |

### Buteurs
3 buts
- Oussama Mesfar

2 buts
- Mohamed Khoutir Ziti
- Abderrazak Hamdallah

1 but
- Abdelaziz Ali Guechi
- Brahim Bedbouda
- Essaïd Belkalem
- Mehdi Benaldjia
- Rafik Boulaïnseur
- Saïd Sayah
- Amine Touahri
- Beb Ga Bissai
- Mohamed Ali Bamaâmar
- Zakaria Hadraf
- Yassine Lakhal

contre son camp
1 but
- Youcef Belaïli (contre le Cameroun)
- Sim Nanguelle (contre le Maroc)

## Vainqueur
| Championnat d'Afrique du Nord des nations des moins de 23 ans Vainqueur 2010 |
| ---------------------------------------------------------------------------- |
| Algérie Deuxième titre                                                       |